# روزهای نارنجی
روزهای نارنجی فیلمی به کارگردانی آرش لاهوتی، نویسندگی آرش لاهوتی و جمیله دارالشفایی و تهیه‌کنندگی علیرضا قاسم‌خان محصول سال ۱۳۹۶ است که اولین نمایش جهانی آن در چهل و سومین دوره جشنواره فیلم تورنتو(TIFF) انجام پذیرفته‌است. همچنین این فیلم نامزد بهترین فیلم بخش نگاه نو از سی و هفتمین جشنواره فیلم فجر نیز شده‌است. روزهای نارنجی پس از چندین حضور بین‌المللی و نامزدی در بخش بهترین فیلم جشنواره‌های بین‌المللی فیلم زوریخ و سائوپائولو، روز یکشنبه چهارم مهر ۱۳۹۷ موفق شد سه جایزه بهترین فیلم (با عنوان سینماگر بزرگ تازه‌وارد)، جایزه کلیسای جهانی و جایزه فیپرشی را از جشنواره بین‌المللی فیلم مانهایم آلمان از آنِ خود کند. همچنین بازی هدیه تهرانی در این فیلم مورد تقدیر ویژه هیئت داوران جشنواره قرار گرفت. همچنین در آخر فیلم سینمایی روزهای نارنجی پس از ۳۵ حضور بین المللی برنده ۹ جایزه شد.

## خلاصه داستان
این فیلم داستان زندگی پر فراز و نشیب «آبان» زنی میانسال است، که واسطه استخدام کارگران زن فصلی برای کار در باغهای مرکبات شمال کشور می‌باشد.

## بازیگران
- هدیه تهرانی در نقش آبان
- علی مصفا در نقش مجید
- مهران احمدی در نقش کاظم
- علیرضا استادی در نقش یعقوب
- ژیلا شاهی در نقش فیروزه
- صدف عسگری
- رؤیا حسینی
- لی‌لی فرهادپور
- اکرم علمدار
- امین گلستانه
- سیامک ادیب

## نمایش
روزهای نارنجی برای نخستین بار در ۲۰ شهریور ۱۳۹ در بخش کشف جشنواره بین‌المللی فیلم تورنتو به نمایش درآمد. کانادا با جشنواره بین‌المللی فیلم کلگری، از ۱ مهر ۱۳۹۷ میزبان فیلم روزهای نارنجی بوده‌است. روزهای نارنجی در سومین حضور بین‌المللی، از ۱۱ مهر ۱۳۹۷ در جشنواره بین‌المللی فیلم زوریخ به نمایش درآمد. برزیل نیز از ۱۸ اکتبر ۲۰۱۸ با جشنواره بین‌المللی فیلم سائوپائولو، روزهای نارنجی را اکران کرد. روزهای نارنجی همچنین از ۲۹ مهر ۱۳۹۷ در لهستان با جشنواره بین‌المللی فیلم‌های عصیانگر تافی فست اکران شد. ایتالیا، کانادا، ترکیه و آلمان به ترتیب با جشنواره‌های بین‌المللی فیلم‌های مدیترانه‌ای رم، فیلم سینه ایران تورنتو، مالاتیا و مانهایم، از ۲۳ تا ۲۹ آبان ۱۳۹۷ میزبان فیلم روزهای نارنجی بوده‌اند. روزهای نارنجی در جشنواره بین‌المللی چنای در هند نیز از آذر ۱۳۹۷ به نمایش درآمد. آمریکا برای نخستین‌بار با جشنواره بین‌المللی فیلم پالم اسپرینگز، از ۱۹ دی ۱۳۹۷ میزبان فیلم روزهای نارنجی بود. روزهای نارنجی همچنین در بلغارستان با جشنواره بین‌المللی فیلم صوفیا منار، از ۵ بهمن ۱۳۹۷ به نمایش درآمد. نخستین نمایش فیلم روزهای نارنجی در ایران، ۱۲ بهمن ۱۳۹۷ با جشنواره فیلم فجر بود. همچنین هند برای دومین بار با جشنواره بین‌المللی فیلم بنگلور در ۴ اسفند ۱۳۹۷ روزهای نارنجی را اکران کرد. روزهای نارنجی برای نخستین بار در ۳ فروردین ۱۳۹۸ در هنگ کنگ با جشنواره بین‌المللی فیلم هنگ کنگ به نمایش درآمد. ایران برای دومین‌بار، با جشنواره بین‌المللی فیلم فجر، در ۱ اردیبهشت ۱۳۹۸ میزبان فیلم روزهای نارنجی بود. روزهای نارنجی برای دومین‌بار در آمریکا در ۳۱ اردیبهشت ۱۳۹۸ با جشنواره بین‌المللی فیلم سیاتل، به نمایش در آمد. اسپانیا برای نخستین بار با جشنواره بین‌المللی فیلم ایمجین ایندیا در در ۵ خرداد ۱۳۹۸ میزبان فیلم روزهای نارنجی بود.

## اکران‌ها، حضور در جشنواره‌ها و جوایز

### اکران و جشنواره‌ها

#### بین‌المللی
| سال  | کشور      | رویداد                                     | بخش جشنواره/نوع اکران  | تاریخ اکران     |
| ---- | --------- | ------------------------------------------ | ---------------------- | --------------- |
| ۲۰۱۸ | کانادا    | جشنواره بین‌المللی فیلم تورنتو              | کشف                    | ۱۱ سپتامبر ۲۰۱۸ |
| ۲۰۱۸ | کانادا    | جشنواره بین‌المللی فیلم کلگری               | فیلم‌های درام           | ۲۳ سپتامبر ۲۰۱۸ |
| ۲۰۱۸ | کانادا    | جشنواره بین‌المللی فیلم کلگری               | اولین فیلم یک کارگردان | ۲۳ سپتامبر ۲۰۱۸ |
| ۲۰۱۸ | کانادا    | جشنواره بین‌المللی فیلم کلگری               | زنان قدرتمند           | ۲۳ سپتامبر ۲۰۱۸ |
| ۲۰۱۸ | کانادا    | جشنواره بین‌المللی فیلم کلگری               | مسائل روز              | ۲۳ سپتامبر ۲۰۱۸ |
| ۲۰۱۸ | کانادا    | جشنواره بین‌المللی فیلم کلگری               | شکاف زندگی             | ۲۳ سپتامبر ۲۰۱۸ |
| ۲۰۱۸ | کانادا    | جشنواره بین‌المللی فیلم کلگری               | سینمای جهان            | ۲۳ سپتامبر ۲۰۱۸ |
| ۲۰۱۸ | سوئیس     | جشنواره بین‌المللی فیلم زوریخ               | مسابقه اصلی            | ۰۳ اکتبر ۲۰۱۸   |
| ۲۰۱۸ | برزیل     | جشنواره بین‌المللی فیلم سائوپائولو          | مسابقه کارگردانان جدید | ۱۸ اکتبر ۲۰۱۸   |
| ۲۰۱۸ | لهستان    | جشنواره بین‌المللی فیلم‌های عصیانگر تافی فست | روی خط                 | ۲۱ اکتبر ۲۰۱۸   |
| ۲۰۱۸ | ایتالیا   | جشنواره بین‌المللی فیلم‌های مدیترانه‌ای رم    | مسابقه اصلی            | ۱۴ نوامبر ۲۰۱۸  |
| ۲۰۱۸ | ترکیه     | جشنواره بین‌المللی فیلم مالاتیا             | مسابقه اصلی            | ۱۴ نوامبر ۲۰۱۸  |
| ۲۰۱۸ | کانادا    | جشنواره فیلم سینه ایران تورنتو             | مسابقه اصلی            | ۱۷ نوامبر ۲۰۱۸  |
| ۲۰۱۸ | آلمان     | جشنواره بین‌المللی فیلم مانهایم             | مسابقه اصلی            | ۲۰ نوامبر ۲۰۱۸  |
| ۲۰۱۸ | هند       | جشنواره بین‌المللی فیلم چنای                | سینمای جهان            | ۱۵ دسامبر ۲۰۱۸  |
| ۲۰۱۹ | آمریکا    | جشنواره بین‌المللی فیلم پالم اسپرینگز       | سینمای جهان            | ۰۹ ژانویه ۲۰۱۹  |
| ۲۰۱۹ | بلغارستان | جشنواره بین‌المللی فیلم صوفیا منار          | سینمای معاصر ایران     | ۲۵ ژانویه ۲۰۱۹  |
| ۲۰۱۹ | هند       | جشنواره بین‌المللی فیلم بنگلور              | سینمای جهان            | ۲۳ فوریه ۲۰۱۹   |
| ۲۰۱۹ | هنگ کنگ   | جشنواره بین‌المللی فیلم هنگ کنگ             | سینمای جهان            | ۲۳ مارس ۲۰۱۹    |
| ۲۰۱۹ | آمریکا    | جشنواره بین‌المللی فیلم سیاتل               | سینمای جهان            | ۲۰ مه ۲۰۱۹      |
| ۲۰۱۹ | ایران     | جشنواره بین‌المللی فیلم فجر                 | جشنواره جشنواره‌ها      | ۲۱ آوریل ۲۰۱۹   |
| ۲۰۱۹ | اسپانیا   | جشنواره بین‌المللی فیلم ایمجین ایندیا       | مسابقه اصلی            | ۲۶ مه ۲۰۱۹      |
| ۲۰۱۹ | آلمان     | جشنواره سینه ایرانیان کلن                  | غیررقابتی              | ۲۰۱۹            |
| ۲۰۱۹ | آمریکا    | جشنواره بین‌المللی فیلم میناپلیس            | غیررقابتی              | ۲۰۱۹            |
| ۲۰۱۹ | کره شمالی | جشنواره بین‌المللی فیلم پیونگ یانگ          | مسابقه اصلی            | ۲۰۱۹            |
| ۲۰۱۹ | سوئد      | جشنواره فیلم یاری                          | بخش مسابقه             | ۲۰۱۹            |
| ۲۰۱۹ | اسپانیا   | جشنواره بین‌المللی فیلمهای آسیایی بارسلونا  | مسابقه اصلی            | ۲۰۱۹            |
| ۲۰۱۹ | آمریکا    | جشنواره فیلم‌های ایرانی بوستون              | غیررقابتی              | ۲۰۱۹            |
| ۲۰۱۹ | ایتالیا   | جشنواره فیلم نوستالگیا                     | مسابقه                 | ۲۰۱۹            |
| ۲۰۱۹ | آمریکا    | جشنواره فیلم‌های ایرانی هیوستون             | غیررقابتی              |                 |
| ۲۰۱۹ | استرالیا  | جشنواره فیلم‌ پارسی                         | غیررقابتی              |                 |
| ۲۰۱۹ | اسکاتلند  | جشنواره فیلم‌های ایرانی ادینبورگ            | غیررقابتی              |                 |

#### داخلی
| سال  | رویداد                                | بخش جشنواره/نوع اکران | تاریخ اکران  |
| ---- | ------------------------------------- | --------------------- | ------------ |
| ۱۳۹۷ | جشنواره فیلم فجر                      | نگاه نو               | ۱۲ بهمن ۱۳۹۷ |
| ۱۳۹۸ | جشن انجمن منتقدان و نویسندگان سینمایی | فیلم‌های بلند          | -            |

### جوایز
|  | سال       | جشنواره                                                        | قسمت                    | نامزد                         | نتیجه    | جایزه                  |
|  | --------- | -------------------------------------------------------------- | ----------------------- | ----------------------------- | -------- | ---------------------- |
|  | ۱۳۹۷/۲۰۱۸ | چهاردهمین دوره جشنواره فیلم زوریخ                              | بهترین فیلم             | آرش لاهوتی                    | نامزدشده | چشم طلایی              |
|  | ۱۳۹۷/۲۰۱۸ | چهل و دومین دوره جشنواره فیلم سائوپائولو (بخش کارگردانان جدید) | بهترین فیلم             | آرش لاهوتی                    | نامزدشده | جایزه اصلی             |
|  | ۱۳۹۷/۲۰۱۸ | چهارمین دوره جشنواره فیلم سینه ایران تورنتو                    | بهترین فیلمنامه         | آرش لاهوتی و جمیله دارالشفایی | برنده    | لوح تقدیر              |
|  | ۱۳۹۷/۲۰۱۸ | چهارمین دوره جشنواره فیلم سینه ایران تورنتو                    | بهترین بازیگر زن        | هدیه تهرانی                   | برنده    | لوح تقدیر              |
|  | ۱۳۹۷/۲۰۱۸ | شصت و هفتمین دوره جشنواره فیلم مانهایم                         | تقدیر ویژه از بازیگر زن | هدیه تهرانی                   | برنده    | لوح تقدیر              |
|  | ۱۳۹۷/۲۰۱۸ | شصت و هفتمین دوره جشنواره فیلم مانهایم                         | بهترین فیلم             | آرش لاهوتی                    | برنده    | جایزه اصلی             |
|  | ۱۳۹۷/۲۰۱۸ | شصت و هفتمین دوره جشنواره فیلم مانهایم                         | جایزه فیپرشی            | آرش لاهوتی                    | برنده    | -                      |
|  | ۱۳۹۷/۲۰۱۸ | شصت و هفتمین دوره جشنواره فیلم مانهایم                         | جایزه کلیسای جهانی      | آرش لاهوتی                    | برنده    | -                      |
|  | ۱۳۹۷/۲۰۱۸ | سی و هفتمین دوره جشنواره فیلم فجر (بخش نگاه نو)                | بهترین فیلم             | آرش لاهوتی                    | نامزدشده | سیمرغ بلورین           |
|  | ۲۰۱۹      | هجدهمین دوره جشنواره فیلم ایمجین ایندیا                        | بهترین فیلم             | آرش لاهوتی                    | نامزدشده | جایزه اصلی             |
|  | ۲۰۱۹      | هجدهمین دوره جشنواره فیلم ایمجین ایندیا                        | بهترین بازیگر زن        | هدیه تهرانی                   | برنده    | جایزه ویژه هیئت داوران |
|  | 2019      | هفدهمین دوره جشنواره پیونگ یانگ در کره شمالی                   | بهترین فیلم             | آرش لاهوتی                    | برنده    | جایزه بزرگ             |
|  | 2019      | جشنواره یاری                                                   | بهترین فیلم             | آرش لاهوتی                    | برنده    | جایزه اصلی             |
|  | 2019      | جشن انجمن منتقدان سینمای ایران                                 | بهترین فیلم             | آرش لاهوتی                    | نامزدشده | استعداد درخشان         |
|  | 2019      | جشن انجمن منتقدان سینمای ایران                                 | بهترین بازیگر زن        | هدیه تهرانی                   | نامزدشده |                        |

|
|}